# 佐竹三吾

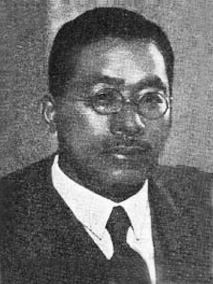
佐竹三吾

佐竹 三吾（さたけ さんご、1880年（明治13年）3月5日 - 1976年（昭和51年）5月24日）は、明治末から昭和期の鉄道官僚、政治家、実業家。貴族院議員（勅選）、法制局長官。

## 来歴
岐阜県養老町出身。米穀商・佐竹柳三郎の三男として生まれ、佐竹鉄治郎の養子となる。岐阜中学、城北中学を経て第一高等学校に入学。1905年（明治38年）7月、東京帝国大学法科大学法律学科（独法）を優等で卒業し銀時計を授与された。卒業後農商務省嘱託となり、同年11月、文官高等試験行政科試験に合格。農商務属・商工局勤務、法制局参事官、満鉄理事を経て、1908年（明治41年）6月から1910年（明治43年）5月まで欧米に留学した。
1912年（明治45年）1月、鉄道院参事・総裁官房監査課兼秘書課に就任。以後は鉄道畑を歩み、監督局総務課長、鉄道院理事・鉄道院監督局長、鉄道省監督局長などを歴任。1919年（大正8年）4月22日、文部大臣より「再保険論」に対し法学博士号が授与された。1920年（大正9年）10月から翌年11月まで国際連盟交通総会日本専門委員を務める。その他、鉄道会議幹事、臨時法制審議会委員などを歴任。
1922年（大正11年）2月、大阪市電気局長となり、1924年（大正13年）1月、清浦内閣の法制局長官となり同年6月まで在任。辞任後すぐ同月8日、貴族院勅選議員に勅任され研究会に属し1932年（昭和7年）6月30日まで活動した。
1926年（大正15年）6月、第1次若槻内閣の鉄道政務次官に就任し、1927年（昭和2年）4月まで在任。その他、鉄道会議臨時議員、資源審議会委員などを務めた。1929年（昭和4年）、越後鉄道疑獄事件で逮捕され、1930年（昭和5年）12月20日、東京地方裁判所は懲役8月執行猶予2年の有罪判決、1931年（昭和6年）8月10日、東京控訴院は前審を破棄して懲役6月執行猶予2年の有罪判決、1932年（昭和7年）7月1日、大審院は上告棄却、確定。これにより従四位返上を命じられ、勲三等及び大礼記念章（大正/昭和）を褫奪された。その後、大阪鉄道株式会社社長や大鉄百貨店社長を務めた。大阪鉄道株式会社社長時代の1935年（昭和10年）には、学校騒動で経営危機にあった浪華高等商業学校（現大阪経済大学）の再建のため元大阪市会議長白川朋吉らと関西財界の協力を取り付けた。
戦後は1953年（昭和28年）の第3回参議院議員通常選挙に全国区から自由党公認で立候補したが落選した。ほかに阪急バス社長、日東産業社長を歴任。

## 岐阜県学寮との関わり
1902年、一高生徒として濃飛学寮設立発起人会に加わった。3年間の欧米留学から帰国したのち、暗礁に乗り上げていた学寮設立運動を再開するため、1915年に開かれた臨時発起人会に参加、発起人の一人となった。翌1916年に濃飛学寮が開寮すると、開寮式では理事として経過報告を行なった。初代理事、初代寮監（1916年 - 1920年）として寮に大きく貢献した。

## 著訳書
著書
- 佐竹三吾述『保險法』中央大学、1909年。
- 佐竹三吾監修『大鐵全史』近畿日本鉄道、1952年。

訳書
- バートン（Theodore E. Burton）『財界恐慌論』清水書店、1926年。

## 親族
- 義父 久保田貫一（司法省監獄局長）[1]
- 二男 佐竹浩（大蔵省銀行局長）[1]